# Mercan'Tour Classic Alpes-Maritimes 2021
Mercan'Tour Classic Alpes-Maritimes 2021 var den 1. udgave af det franske cykelløb Mercan'Tour Classic Alpes-Maritimes. Det knap 150 km lange og meget kuperede linjeløb blev kørt den 24. maj 2021 med start i Saint-Sauveur-sur-Tinée og mål på toppen af vintersportsstedet Valberg i departementet Alpes-Maritimes. Løbet var en del af UCI Europe Tour 2021. Den oprindelige 1. udgave blev i 2020 aflyst på grund af coronaviruspandemien.

## Resultat
| \| Samlede stilling \| Samlede stilling \| Samlede stilling \| Samlede stilling \| Samlede stilling \| \| Rytter \| Rytter \| Hold \| Tid \| \| \| ---------------- \| ---------------------- \| ---------------------- \| ---------------- \| ---------------- \| \| 1. \| Guillaume Martin \| Cofidis \| 4t 23' 56" \| \| \| 2. \| Aurélien Paret-Peintre \| AG2R Citroën Team \| + 1' 42" \| \| \| 3. \| Bruno Armirail \| Groupama-FDJ \| + 1' 42" \| \| \| 4. \| Anthony Perez \| Cofidis \| + 2' 40" \| \| \| 5. \| Mathias Frank \| AG2R Citroën Team \| + 2' 43" \| \| \| 6. \| Adrià Moreno \| Team Vorarlberg \| + 2' 53" \| \| \| 7. \| Jérémy Cabot \| Total Direct Énergie \| + 2' 56" \| \| \| 8. \| Roland Thalmann \| Team Vorarlberg \| + 3' 05" \| \| \| 9. \| Idar Andersen \| Uno-X Pro Cycling Team \| + 3' 20" \| \| \| 10. \| Jaakko Hänninen \| AG2R Citroën Team \| + 3' 36" \| \| |                        |                        |            |
| |                        |                        |            |
| Kilde: ProCyclingStats |                        |                        |            |
| Samlede stilling |                        |                        |            |
| Rytter | Rytter                 | Hold                   | Tid        |
| 1. | Guillaume Martin       | Cofidis                | 4t 23' 56" |
| 2. | Aurélien Paret-Peintre | AG2R Citroën Team      | + 1' 42"   |
| 3. | Bruno Armirail         | Groupama-FDJ           | + 1' 42"   |
| 4. | Anthony Perez          | Cofidis                | + 2' 40"   |
| 5. | Mathias Frank          | AG2R Citroën Team      | + 2' 43"   |
| 6. | Adrià Moreno           | Team Vorarlberg        | + 2' 53"   |
| 7. | Jérémy Cabot           | Total Direct Énergie   | + 2' 56"   |
| 8. | Roland Thalmann        | Team Vorarlberg        | + 3' 05"   |
| 9. | Idar Andersen          | Uno-X Pro Cycling Team | + 3' 20"   |
| 10. | Jaakko Hänninen        | AG2R Citroën Team      | + 3' 36"   |

## Hold og ryttere
| UCI WorldTeams (4)- AG2R Citroën Team - Cofidis - EF Education-Nippo - Groupama-FDJ UCI ProTeams (7)- Arkéa-Samsic - B&B Hotels p/b KTM - Burgos-BH - Delko - Total Direct Énergie - Uno-X Pro Cycling Team - Vini Zabù UCI Kontinentalhold (5)- Amore & Vita-Prodir - Saint Michel-Auber 93 - Vorarlberg - Vino-Astana Motors - Work Service-Marchiol-Dynatek |
| |

### Danske ryttere
| Danske ryttere på startlisten |                    |                        |           |
| Rygnummer                     | Rytter             | Hold                   | Placering |
| 67                            | Robin Juel Skivild | Uno-X Pro Cycling Team | 39        |

* DNF = gennemførte ikke

### Startliste
| Cofidis COF | Cofidis COF               | Cofidis COF |
| ----------- | ------------------------- | ----------- |
| Nr.         | Rytter                    | Placering   |
| 1           | Guillaume Martin (FRA)    | 1.          |
| 2           | Thomas Champion (FRA)     | DNF         |
| 3           | Rubén Fernández (ESP)     | 18.         |
| 4           | Simon Geschke (GER)       | DNF         |
| 5           | Anthony Perez (FRA)       | 4.          |
| 6           | Pierre-Luc Périchon (FRA) | DNF         |

| AG2R Citroën Team ACT | AG2R Citroën Team ACT        | AG2R Citroën Team ACT |
| --------------------- | ---------------------------- | --------------------- |
| Nr.                   | Rytter                       | Placering             |
| 11                    | Mathias Frank (SUI)          | 5.                    |
| 12                    | Jaakko Hänninen (FIN)        | 10.                   |
| 13                    | Bob Jungels (LUX)            | 24.                   |
| 15                    | Aurélien Paret-Peintre (FRA) | 2.                    |
| 16                    | Nans Peters (FRA)            | 38.                   |
| 17                    | Nicolas Prodhomme (FRA)      | 19.                   |

| Groupama-FDJ GFC | Groupama-FDJ GFC         | Groupama-FDJ GFC |
| ---------------- | ------------------------ | ---------------- |
| Nr.              | Rytter                   | Placering        |
| 21               | Bruno Armirail (FRA)     | 3.               |
| 22               | Tobias Ludvigsson (SWE)  | DNF              |
| 23               | Matthieu Ladagnous (FRA) | DNF              |
| 24               | Alexys Brunel (FRA)      | DNF              |
| 25               | Enzo Paleni (FRA)        | DNF              |
| 26               | Joseph Pidcock (GBR)     | DNF              |
| 27               | Laurence Pithie (NZL)    | DNF              |

| EF Education-Nippo EFN | EF Education-Nippo EFN | EF Education-Nippo EFN |
| ---------------------- | ---------------------- | ---------------------- |
| Nr.                    | Rytter                 | Placering              |
| 31                     | Will Barta (USA)       | DNF                    |
| 32                     | Lawson Craddock (USA)  | 37.                    |
| 33                     | Julien El Fares (FRA)  | DNF                    |
| 34                     | Lachlan Morton (AUS)   | 12.                    |
| 35                     | Hideto Nakane (JPN)    | 44.                    |
| 36                     | Logan Owen (USA)       | 41.                    |

| Arkéa-Samsic ARK | Arkéa-Samsic ARK        | Arkéa-Samsic ARK |
| ---------------- | ----------------------- | ---------------- |
| Nr.              | Rytter                  | Placering        |
| 41               | Winner Anacona (COL)    | DNF              |
| 43               | Anthony Delaplace (FRA) | 34.              |
| 45               | Łukasz Owsian (POL)     | 31.              |
| 46               | Dayer Quintana (COL)    | 30.              |
| 47               | Diego Rosa (ITA)        | 13.              |

| B&B Hotels p/b KTM BBK | B&B Hotels p/b KTM BBK      | B&B Hotels p/b KTM BBK |
| ---------------------- | --------------------------- | ---------------------- |
| Nr.                    | Rytter                      | Placering              |
| 51                     | Nicola Bagioli (ITA)        | DNF                    |
| 52                     | Alan Boileau (FRA)          | 35.                    |
| 53                     | Eliot Lietaer (BEL)         | 16.                    |
| 54                     | Maxime Cam (FRA)            | DNF                    |
| 55                     | Sebastian Schönberger (AUT) | DNF                    |

| Uno-X Pro Cycling Team UXT | Uno-X Pro Cycling Team UXT | Uno-X Pro Cycling Team UXT |
| -------------------------- | -------------------------- | -------------------------- |
| Nr.                        | Rytter                     | Placering                  |
| 61                         | Torstein Træen (NOR)       | DNF                        |
| 62                         | Torjus Sleen (NOR)         | 26.                        |
| 63                         | Syver Wærsted (NOR)        | DNF                        |
| 64                         | Idar Andersen (NOR)        | 9.                         |
| 66                         | Sindre Kulset (NOR)        | 32.                        |
| 67                         | Robin Juel Skivild (DEN)   | 39.                        |

| Burgos-BH BBH | Burgos-BH BBH            | Burgos-BH BBH |
| ------------- | ------------------------ | ------------- |
| Nr.           | Rytter                   | Placering     |
| 71            | Diego Rubio (ESP)        | DNF           |
| 72            | Jetse Bol (NED)          | 25.           |
| 73            | Óscar Cabedo (ESP)       | 33.           |
| 74            | Felipe Orts (ESP)        | DNF           |
| 75            | Pelayo Sánchez (ESP)     | 21.           |
| 76            | Victor Langellotti (MON) | 17.           |
| 77            | Ángel Fuentes (ESP)      | DNF           |

| Total Direct Énergie TDE | Total Direct Énergie TDE | Total Direct Énergie TDE |
| ------------------------ | ------------------------ | ------------------------ |
| Nr.                      | Rytter                   | Placering                |
| 81                       | Jérémy Cabot (FRA)       | 7.                       |
| 82                       | Víctor de la Parte (ESP) | 23.                      |
| 83                       | Pierre Latour (FRA)      | DNF                      |
| 84                       | Fabien Doubey (FRA)      | DNF                      |
| 85                       | Marlon Gaillard (FRA)    | DNF                      |
| 86                       | Alexandre Geniez (FRA)   | DNF                      |
| 87                       | Cristián Rodríguez (ESP) | DNF                      |

| Delko DKO | Delko DKO                 | Delko DKO |
| --------- | ------------------------- | --------- |
| Nr.       | Rytter                    | Placering |
| 91        | Clément Berthet (FRA)     | 20.       |
| 92        | Lucas De Rossi (FRA)      | 29.       |
| 93        | Evaldas Šiškevicius (LTU) | DNF       |
| 94        | José Manuel Díaz (ESP)    | 11.       |
| 95        | Delio Fernández (ESP)     | DNF       |
| 96        | Mathias Le Turnier (FRA)  | DNF       |
| 97        | Eduard Prades (ESP)       | DNF       |

| Vini Zabù THR | Vini Zabù THR            | Vini Zabù THR |
| ------------- | ------------------------ | ------------- |
| Nr.           | Rytter                   | Placering     |
| 101           | Edoardo Zardini (ITA)    | 45.           |
| 102           | Andrea Di Renzo (ITA)    | DNF           |
| 103           | Leonardo Tortomasi (ITA) | DNF           |
| 104           | Davide Orrico (ITA)      | 42.           |
| 105           | Alessandro Iacchi (ITA)  | 43.           |
| 106           | Andrea Bartolozzi (ITA)  | DNF           |
| 107           | Daniel Pearson (GBR)     | DNF           |

| Saint Michel-Auber 93 AUB | Saint Michel-Auber 93 AUB | Saint Michel-Auber 93 AUB |
| ------------------------- | ------------------------- | ------------------------- |
| Nr.                       | Rytter                    | Placering                 |
| 111                       | Stéphane Rossetto (FRA)   | 15.                       |
| 112                       | Adrien Guillonnet (FRA)   | 47.                       |
| 113                       | Baptiste Bleier (FRA)     | DNF                       |
| 114                       | Anthony Maldonado (FRA)   | DNF                       |
| 116                       | Yoann Paillot (FRA)       | DNF                       |
| 117                       | Flavien Maurelet (FRA)    | 46.                       |

| Work Service-Marchiol-Dynatek IWM | Work Service-Marchiol-Dynatek IWM | Work Service-Marchiol-Dynatek IWM |
| --------------------------------- | --------------------------------- | --------------------------------- |
| Nr.                               | Rytter                            | Placering                         |
| 121                               | Davide Rebellin (ITA)             | 28.                               |
| 122                               | Giacomo Garavaglia (ITA)          | 36.                               |
| 123                               | Raúl Colombo (ITA)                | DNF                               |
| 124                               | Francesco Zandri (ITA)            | DNF                               |
| 125                               | Federico Burchio (ITA)            | HD                                |

| Team Vorarlberg VBG | Team Vorarlberg VBG   | Team Vorarlberg VBG |
| ------------------- | --------------------- | ------------------- |
| Nr.                 | Rytter                | Placering           |
| 131                 | Alexis Guérin (FRA)   | 14.                 |
| 132                 | Adrià Moreno (ESP)    | 6.                  |
| 133                 | Roland Thalmann (SUI) | 8.                  |
| 134                 | Maximilian Kuen (AUT) | DNF                 |
| 135                 | Lukas Meiler (GER)    | DNF                 |
| 136                 | Antoine Debons (SUI)  | DNF                 |
| 137                 | Linus Stari (AUT)     | DNF                 |

| Amore & Vita AMO | Amore & Vita AMO        | Amore & Vita AMO |
| ---------------- | ----------------------- | ---------------- |
| Nr.              | Rytter                  | Placering        |
| 141              | Davide Appollonio (ITA) | 27.              |
| 142              | Marco Tizza (ITA)       | DNF              |
| 143              | Manuel Senni (ITA)      | DNF              |
| 144              | Charly Petelin (LUX)    | DNF              |
| 145              | Paolo Totò (ITA)        | DNF              |
| 146              | Kristaps Pelcers (LAT)  | DNF              |
| 147              | Stefano Pirazzi (ITA)   | DNF              |

| Vino-Astana Motors VAM | Vino-Astana Motors VAM      | Vino-Astana Motors VAM |
| ---------------------- | --------------------------- | ---------------------- |
| Nr.                    | Rytter                      | Placering              |
| 151                    | Aleksandr Ovsjannikov (KAZ) | DNF                    |
| 152                    | Aleksandr Semenov (KAZ)     | 40.                    |
| 153                    | Matvej Nikitin (KAZ)        | DNF                    |
| 154                    | Daniil Pronskij (KAZ)       | DNF                    |
| 155                    | Grigorij Sjtejn (KAZ)       | DNF                    |
| 156                    | Ilkhan Dostiyev (KAZ)       | HD                     |
| 157                    | Bauyrzhan Zhaparuly (KAZ)   | HD                     |

| Cofidis COF | Cofidis COF               | Cofidis COF |
| ----------- | ------------------------- | ----------- |
| Nr.         | Rytter                    | Placering   |
| 1           | Guillaume Martin (FRA)    | 1.          |
| 2           | Thomas Champion (FRA)     | DNF         |
| 3           | Rubén Fernández (ESP)     | 18.         |
| 4           | Simon Geschke (GER)       | DNF         |
| 5           | Anthony Perez (FRA)       | 4.          |
| 6           | Pierre-Luc Périchon (FRA) | DNF         |

| AG2R Citroën Team ACT | AG2R Citroën Team ACT        | AG2R Citroën Team ACT |
| --------------------- | ---------------------------- | --------------------- |
| Nr.                   | Rytter                       | Placering             |
| 11                    | Mathias Frank (SUI)          | 5.                    |
| 12                    | Jaakko Hänninen (FIN)        | 10.                   |
| 13                    | Bob Jungels (LUX)            | 24.                   |
| 15                    | Aurélien Paret-Peintre (FRA) | 2.                    |
| 16                    | Nans Peters (FRA)            | 38.                   |
| 17                    | Nicolas Prodhomme (FRA)      | 19.                   |

| Groupama-FDJ GFC | Groupama-FDJ GFC         | Groupama-FDJ GFC |
| ---------------- | ------------------------ | ---------------- |
| Nr.              | Rytter                   | Placering        |
| 21               | Bruno Armirail (FRA)     | 3.               |
| 22               | Tobias Ludvigsson (SWE)  | DNF              |
| 23               | Matthieu Ladagnous (FRA) | DNF              |
| 24               | Alexys Brunel (FRA)      | DNF              |
| 25               | Enzo Paleni (FRA)        | DNF              |
| 26               | Joseph Pidcock (GBR)     | DNF              |
| 27               | Laurence Pithie (NZL)    | DNF              |

| EF Education-Nippo EFN | EF Education-Nippo EFN | EF Education-Nippo EFN |
| ---------------------- | ---------------------- | ---------------------- |
| Nr.                    | Rytter                 | Placering              |
| 31                     | Will Barta (USA)       | DNF                    |
| 32                     | Lawson Craddock (USA)  | 37.                    |
| 33                     | Julien El Fares (FRA)  | DNF                    |
| 34                     | Lachlan Morton (AUS)   | 12.                    |
| 35                     | Hideto Nakane (JPN)    | 44.                    |
| 36                     | Logan Owen (USA)       | 41.                    |

| Arkéa-Samsic ARK | Arkéa-Samsic ARK        | Arkéa-Samsic ARK |
| ---------------- | ----------------------- | ---------------- |
| Nr.              | Rytter                  | Placering        |
| 41               | Winner Anacona (COL)    | DNF              |
| 43               | Anthony Delaplace (FRA) | 34.              |
| 45               | Łukasz Owsian (POL)     | 31.              |
| 46               | Dayer Quintana (COL)    | 30.              |
| 47               | Diego Rosa (ITA)        | 13.              |

| B&B Hotels p/b KTM BBK | B&B Hotels p/b KTM BBK      | B&B Hotels p/b KTM BBK |
| ---------------------- | --------------------------- | ---------------------- |
| Nr.                    | Rytter                      | Placering              |
| 51                     | Nicola Bagioli (ITA)        | DNF                    |
| 52                     | Alan Boileau (FRA)          | 35.                    |
| 53                     | Eliot Lietaer (BEL)         | 16.                    |
| 54                     | Maxime Cam (FRA)            | DNF                    |
| 55                     | Sebastian Schönberger (AUT) | DNF                    |

| Uno-X Pro Cycling Team UXT | Uno-X Pro Cycling Team UXT | Uno-X Pro Cycling Team UXT |
| -------------------------- | -------------------------- | -------------------------- |
| Nr.                        | Rytter                     | Placering                  |
| 61                         | Torstein Træen (NOR)       | DNF                        |
| 62                         | Torjus Sleen (NOR)         | 26.                        |
| 63                         | Syver Wærsted (NOR)        | DNF                        |
| 64                         | Idar Andersen (NOR)        | 9.                         |
| 66                         | Sindre Kulset (NOR)        | 32.                        |
| 67                         | Robin Juel Skivild (DEN)   | 39.                        |

| Burgos-BH BBH | Burgos-BH BBH            | Burgos-BH BBH |
| ------------- | ------------------------ | ------------- |
| Nr.           | Rytter                   | Placering     |
| 71            | Diego Rubio (ESP)        | DNF           |
| 72            | Jetse Bol (NED)          | 25.           |
| 73            | Óscar Cabedo (ESP)       | 33.           |
| 74            | Felipe Orts (ESP)        | DNF           |
| 75            | Pelayo Sánchez (ESP)     | 21.           |
| 76            | Victor Langellotti (MON) | 17.           |
| 77            | Ángel Fuentes (ESP)      | DNF           |

| Total Direct Énergie TDE | Total Direct Énergie TDE | Total Direct Énergie TDE |
| ------------------------ | ------------------------ | ------------------------ |
| Nr.                      | Rytter                   | Placering                |
| 81                       | Jérémy Cabot (FRA)       | 7.                       |
| 82                       | Víctor de la Parte (ESP) | 23.                      |
| 83                       | Pierre Latour (FRA)      | DNF                      |
| 84                       | Fabien Doubey (FRA)      | DNF                      |
| 85                       | Marlon Gaillard (FRA)    | DNF                      |
| 86                       | Alexandre Geniez (FRA)   | DNF                      |
| 87                       | Cristián Rodríguez (ESP) | DNF                      |

| Delko DKO | Delko DKO                 | Delko DKO |
| --------- | ------------------------- | --------- |
| Nr.       | Rytter                    | Placering |
| 91        | Clément Berthet (FRA)     | 20.       |
| 92        | Lucas De Rossi (FRA)      | 29.       |
| 93        | Evaldas Šiškevicius (LTU) | DNF       |
| 94        | José Manuel Díaz (ESP)    | 11.       |
| 95        | Delio Fernández (ESP)     | DNF       |
| 96        | Mathias Le Turnier (FRA)  | DNF       |
| 97        | Eduard Prades (ESP)       | DNF       |

| Vini Zabù THR | Vini Zabù THR            | Vini Zabù THR |
| ------------- | ------------------------ | ------------- |
| Nr.           | Rytter                   | Placering     |
| 101           | Edoardo Zardini (ITA)    | 45.           |
| 102           | Andrea Di Renzo (ITA)    | DNF           |
| 103           | Leonardo Tortomasi (ITA) | DNF           |
| 104           | Davide Orrico (ITA)      | 42.           |
| 105           | Alessandro Iacchi (ITA)  | 43.           |
| 106           | Andrea Bartolozzi (ITA)  | DNF           |
| 107           | Daniel Pearson (GBR)     | DNF           |

| Saint Michel-Auber 93 AUB | Saint Michel-Auber 93 AUB | Saint Michel-Auber 93 AUB |
| ------------------------- | ------------------------- | ------------------------- |
| Nr.                       | Rytter                    | Placering                 |
| 111                       | Stéphane Rossetto (FRA)   | 15.                       |
| 112                       | Adrien Guillonnet (FRA)   | 47.                       |
| 113                       | Baptiste Bleier (FRA)     | DNF                       |
| 114                       | Anthony Maldonado (FRA)   | DNF                       |
| 116                       | Yoann Paillot (FRA)       | DNF                       |
| 117                       | Flavien Maurelet (FRA)    | 46.                       |

| Work Service-Marchiol-Dynatek IWM | Work Service-Marchiol-Dynatek IWM | Work Service-Marchiol-Dynatek IWM |
| --------------------------------- | --------------------------------- | --------------------------------- |
| Nr.                               | Rytter                            | Placering                         |
| 121                               | Davide Rebellin (ITA)             | 28.                               |
| 122                               | Giacomo Garavaglia (ITA)          | 36.                               |
| 123                               | Raúl Colombo (ITA)                | DNF                               |
| 124                               | Francesco Zandri (ITA)            | DNF                               |
| 125                               | Federico Burchio (ITA)            | HD                                |

| Team Vorarlberg VBG | Team Vorarlberg VBG   | Team Vorarlberg VBG |
| ------------------- | --------------------- | ------------------- |
| Nr.                 | Rytter                | Placering           |
| 131                 | Alexis Guérin (FRA)   | 14.                 |
| 132                 | Adrià Moreno (ESP)    | 6.                  |
| 133                 | Roland Thalmann (SUI) | 8.                  |
| 134                 | Maximilian Kuen (AUT) | DNF                 |
| 135                 | Lukas Meiler (GER)    | DNF                 |
| 136                 | Antoine Debons (SUI)  | DNF                 |
| 137                 | Linus Stari (AUT)     | DNF                 |

| Amore & Vita AMO | Amore & Vita AMO        | Amore & Vita AMO |
| ---------------- | ----------------------- | ---------------- |
| Nr.              | Rytter                  | Placering        |
| 141              | Davide Appollonio (ITA) | 27.              |
| 142              | Marco Tizza (ITA)       | DNF              |
| 143              | Manuel Senni (ITA)      | DNF              |
| 144              | Charly Petelin (LUX)    | DNF              |
| 145              | Paolo Totò (ITA)        | DNF              |
| 146              | Kristaps Pelcers (LAT)  | DNF              |
| 147              | Stefano Pirazzi (ITA)   | DNF              |

| Vino-Astana Motors VAM | Vino-Astana Motors VAM      | Vino-Astana Motors VAM |
| ---------------------- | --------------------------- | ---------------------- |
| Nr.                    | Rytter                      | Placering              |
| 151                    | Aleksandr Ovsjannikov (KAZ) | DNF                    |
| 152                    | Aleksandr Semenov (KAZ)     | 40.                    |
| 153                    | Matvej Nikitin (KAZ)        | DNF                    |
| 154                    | Daniil Pronskij (KAZ)       | DNF                    |
| 155                    | Grigorij Sjtejn (KAZ)       | DNF                    |
| 156                    | Ilkhan Dostiyev (KAZ)       | HD                     |
| 157                    | Bauyrzhan Zhaparuly (KAZ)   | HD                     |